# 蘭辛 (紐約州村)
蘭辛（英語：Lansing）是位於美國紐約州湯普金斯縣的村。

## 人口
根據2020年美國人口普查的數據，蘭辛的面積為11.99平方千米，當中陸地面積為11.94平方千米，而水域面積為0.05平方千米。當地共有人口3648人，而人口密度為每平方千米304人。